# Peadar O'Donnell
Peadar O'Donnell (An Clochán Liath, Irlanda,  22 de febrero de 1893 - Monkstown, Dún Laoghaire-Rathdown, Dublín, Irlanda, 13 de mayo de 1986), fue un activista político del republicanismo irlandés, político y escritor.

## Biografía
Formado en la St. Patrick's College de Dublín, durante la conocida como guerra de Independencia irlandesa combatió como miembro del Ejército Republicano Irlandés.
En 1921 alcanzó el grado de comandante de la 2.ª División Norte de voluntarios del IRA, destacando por su carácter voluntarioso y, en alguna ocasión, por haber iniciado operaciones desafiando las órdenes de sus superiores del IRA. Después del tratado que puso fin al conflicto, en 1922 pasó a ser uno de los dirigentes del IRA anti-Tratado. Seguidor del socialista James Connolly, trató de que la independencia de Irlanda fuera acompañada de una revolución social, aunque su posición socialista fue minoritaria dentro del IRA.
Detenido durante la guerra civil irlandesa, fue elegido en 1923 como Teachta Dála por el Sinn Féin. Activo dentro de la organización armada y dirigente de la misma, fundó diversas organizaciones políticas y sindicales, entre las que destacó el partido político Saor Éire (1930) y el  Congreso Republicano Irlandés (1934).
Al inicio de la guerra civil española, O'Donnell se encontraba en Barcelona para participar en las Olimpiadas Populares y con la intención de entrar en contacto con el Partido Comunista. Su encuentro fue, sin embargo, con los anarquistas de la CNT-FAI, mayoritaria en Barcelona. Fue uno de los impulsores para que compatriotas suyos se unieran a las incipientes Brigadas Internacionales en apoyo del gobierno de la Segunda República Española, así como de la Columna Connolly.
Peadar O'Donnell falleció en Monkstown (Dublín) el 13 de mayo de 1986, a la edad de 93 años. Antes de morir había dejado instrucciones para que su funeral fuera "sin curas, sin políticos y sin pompa alguna". Fue incinerado en el cementerio de Glasnevin y sus cenizas depositadas en la sepultura familiar de su esposa Lile, fallecida en 1969, en el cementerio de Kilconduff en Swinford, condado de Mayo.

## Publicaciones
En 1937 O'Donnell publicó en Londres Salud! An Irishman in Spain, donde detalla su experiencia en España en los primeros meses de le guerra civil de 1936.
Después de la Segunda Guerra Mundial fundó y editó la revista literaria The Bell (1946-54), que ha sido definida como una voz profética que intentó guiar por una nueva ruta liberal  la naturaleza primitiva de la ideología oficial del nacionalismo irlandés. Otras obras son las novelas Adrigoole (1929), The Knife (1930), On the Edge of a Stream (1934), The Big Window (1955) y Proud Island (1975), y dos libros autobiográficos más, The Gates Flew Open (1932) y There Will be Another Day (1963).